# Cattedrale di Notre Dame di Lescar
La cattedrale di Notre Dame di Lescar (dedicata all'Assunzione di Maria) era l'antica sede episcopale della diocesi di Lescar, soppressa con il Concordato del 1801, che ne divise il territorio fra le diocesi di Bayonne e di Agen. Essa si trova nella città di Lescar, dipartimento dei Pirenei Atlantici. Dal 1840 è classificata come Monumento storico di Francia.

## Storia
La costruzione della cattedrale ebbe inizio nel 1120 a partire dal coro per iniziativa del vescovo di Lescar Guy de Lons. Divenuta necropoli reale verso la fine del XV secolo, la cattedrale soffrì l'imposizione della riforma protestante da parte di Giovanna d'Albret, prima di subire, nel 1569, il saccheggio da parte delle truppe protestanti di Gabriele I di Montgomery. Importanti restauri nei secoli XVII e XVIII salvarono dalla rovina il coro. L'abside ha mantenuto il suo stile romanico originale. La navata è coperta da una volta a botte a tutto sesto, quelle laterali a botte traversa. Sui capitelli romanici si riconoscono scene del ciclo biblico di Daniele, della nascita di Cristo e ancora sul sacrificio d'Isacco. Il pavimento del coro è realizzato in mosaico, risalente al XII secolo, ove sono rappresentate scene di caccia. Gli affreschi risalenti alla metà del XVII secolo sono stati recentemente restaurati.

## Necropoli reale
A partire dalla fine del XV secolo la cattedrale divenne la necropoli dei re di Navarra. Francesco Febo di Navarra vi fu inumato nel 1483, poi Caterina di Navarra, il suo sposo Giovanni d'Albret ed alcuni dei loro figli, fra i quali Enrico II di Navarra e la sua consorte Margherita d'Angoulême, nonni di Enrico IV di Francia. Dei monumenti funerari ordinati da Enrico II, probabilmente danneggiati dai protestanti e dal crollo della volta nel 1599, non rimane più nulla. Tuttavia gli scavi effettuati nel biennio 1928-1929 hanno portato al ritrovamento della cripta reale e dei resti dei suoi occupanti..

## Immagini della cattedrale

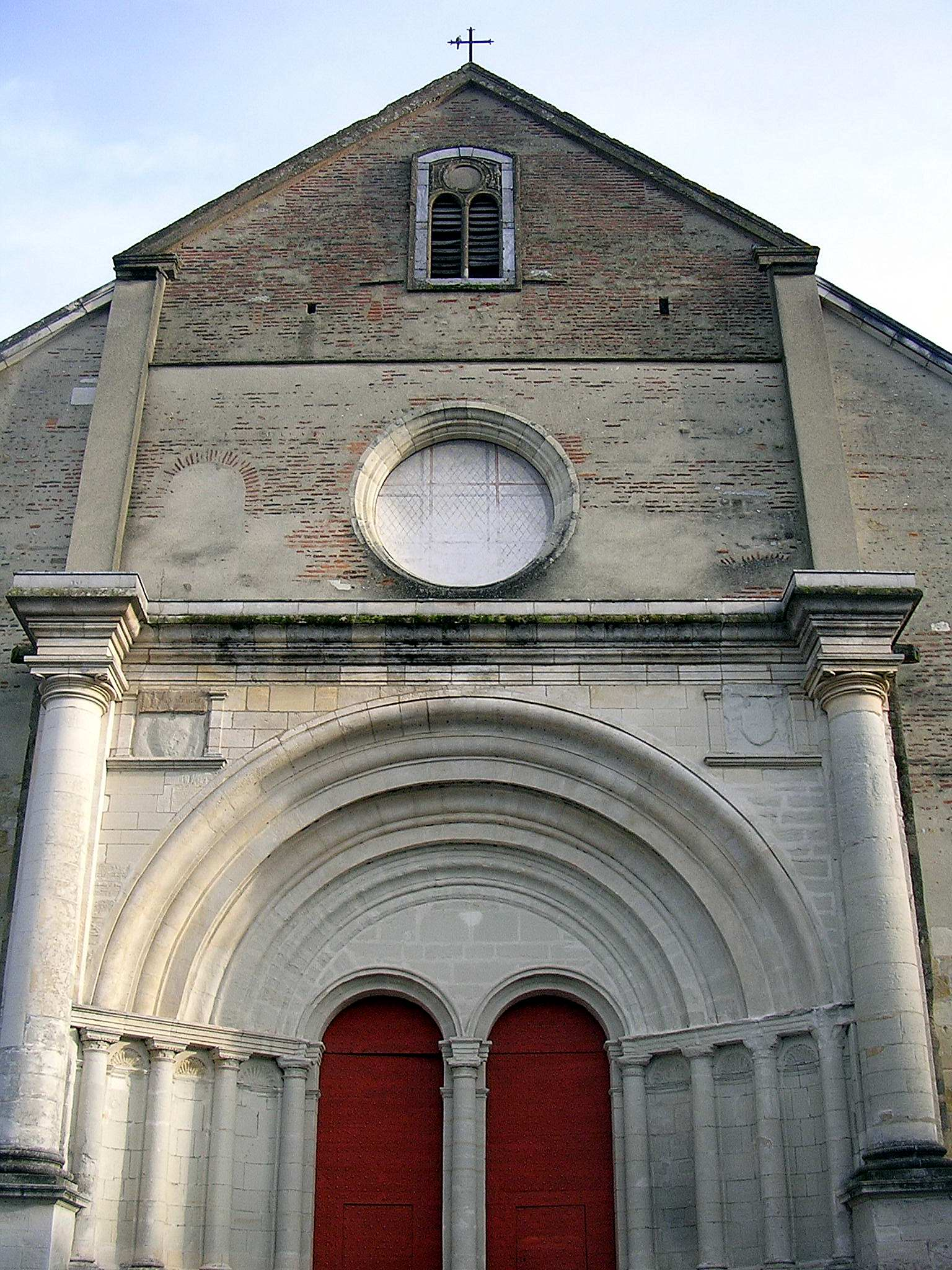
Particolare del portale
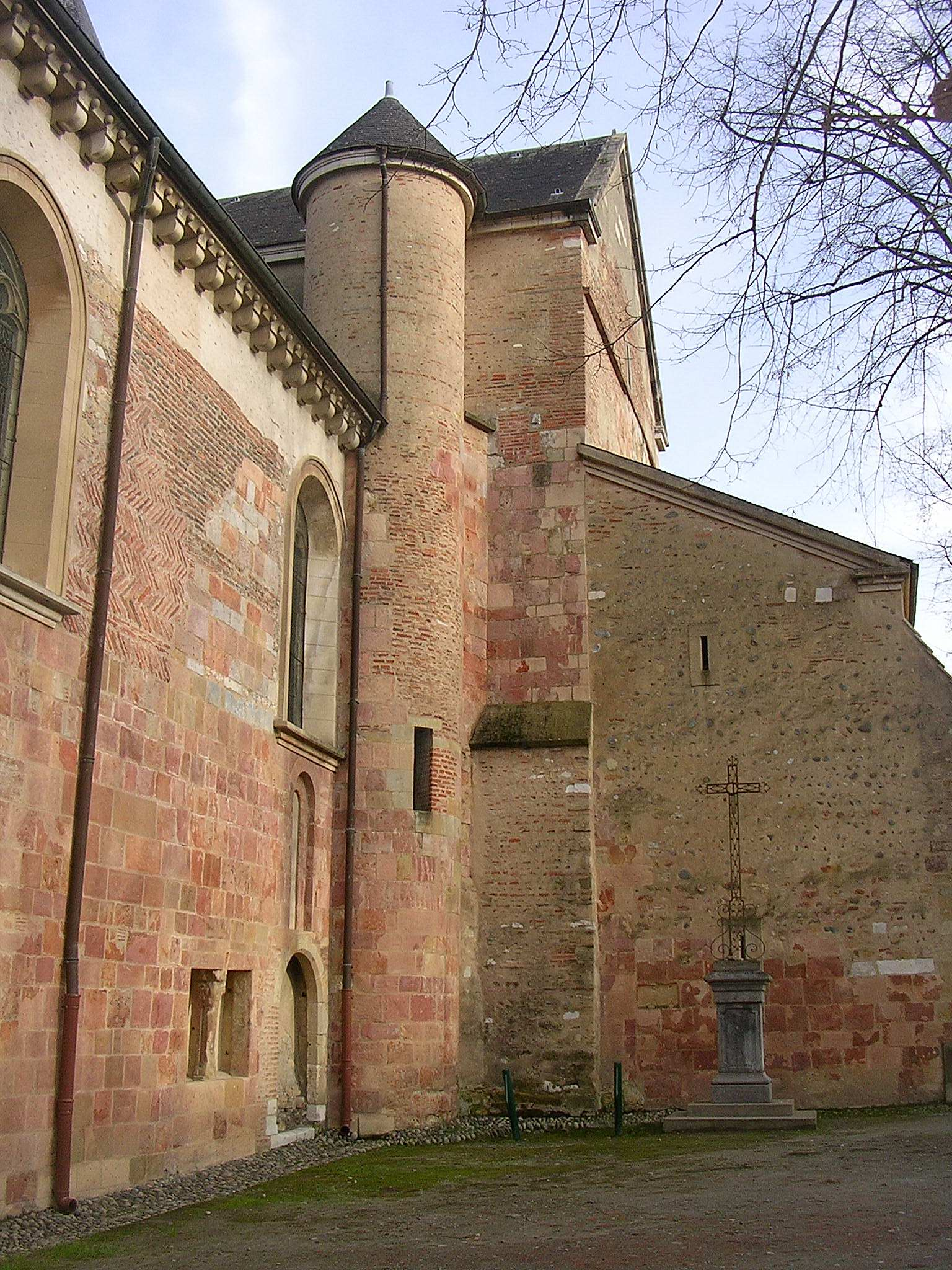
Veduta laterale
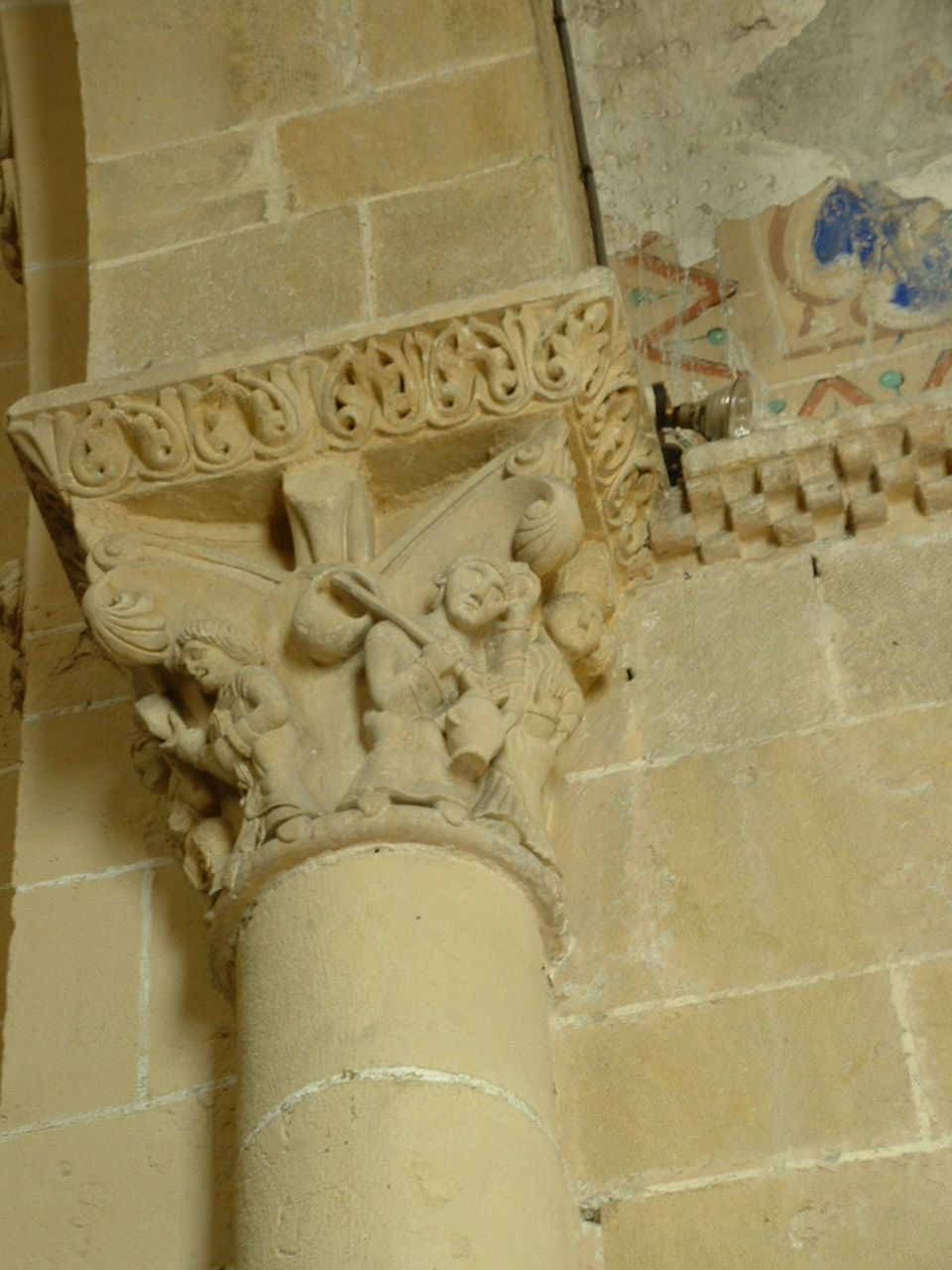
Capitello
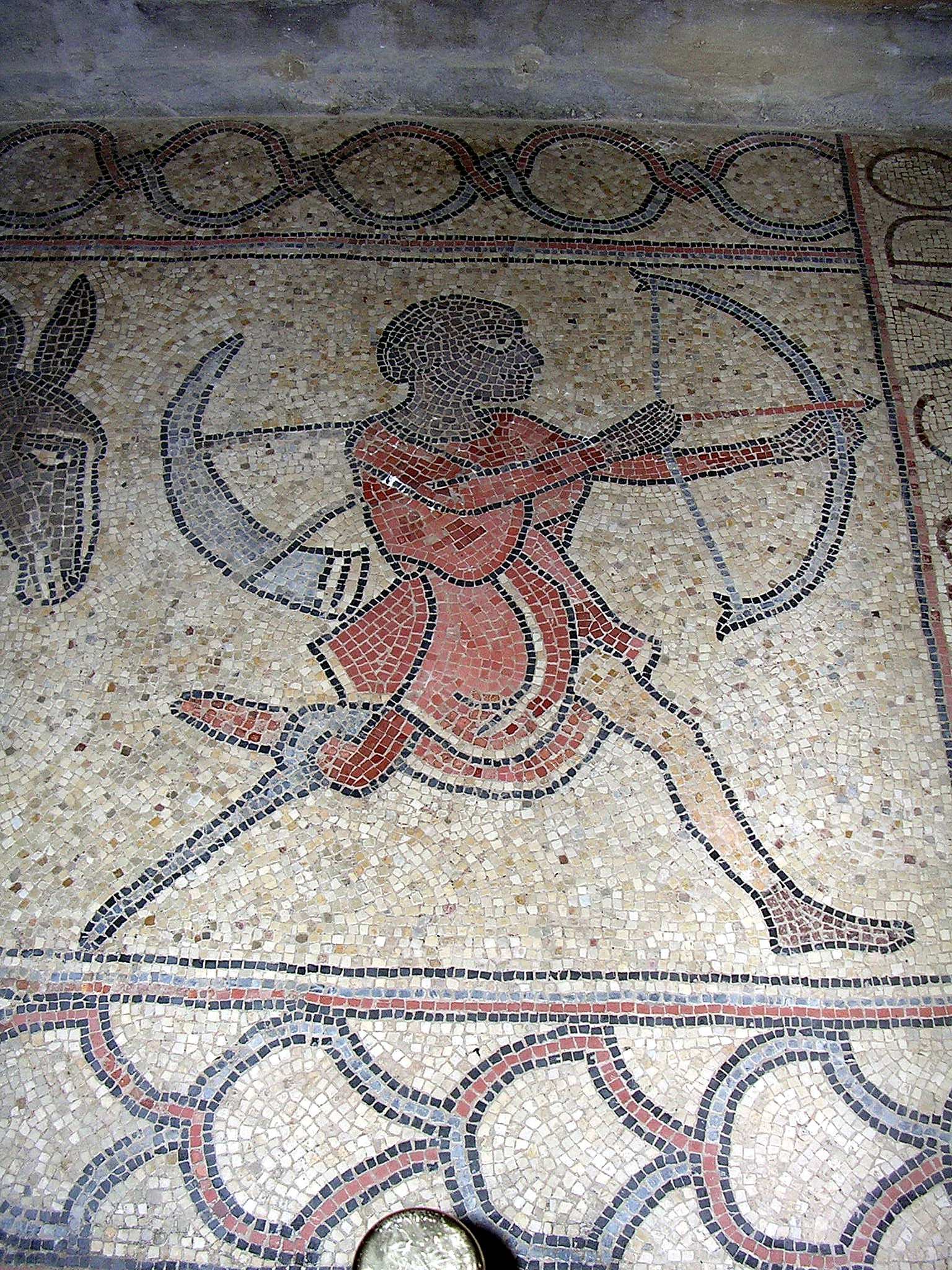
Mosaico del XII secolo
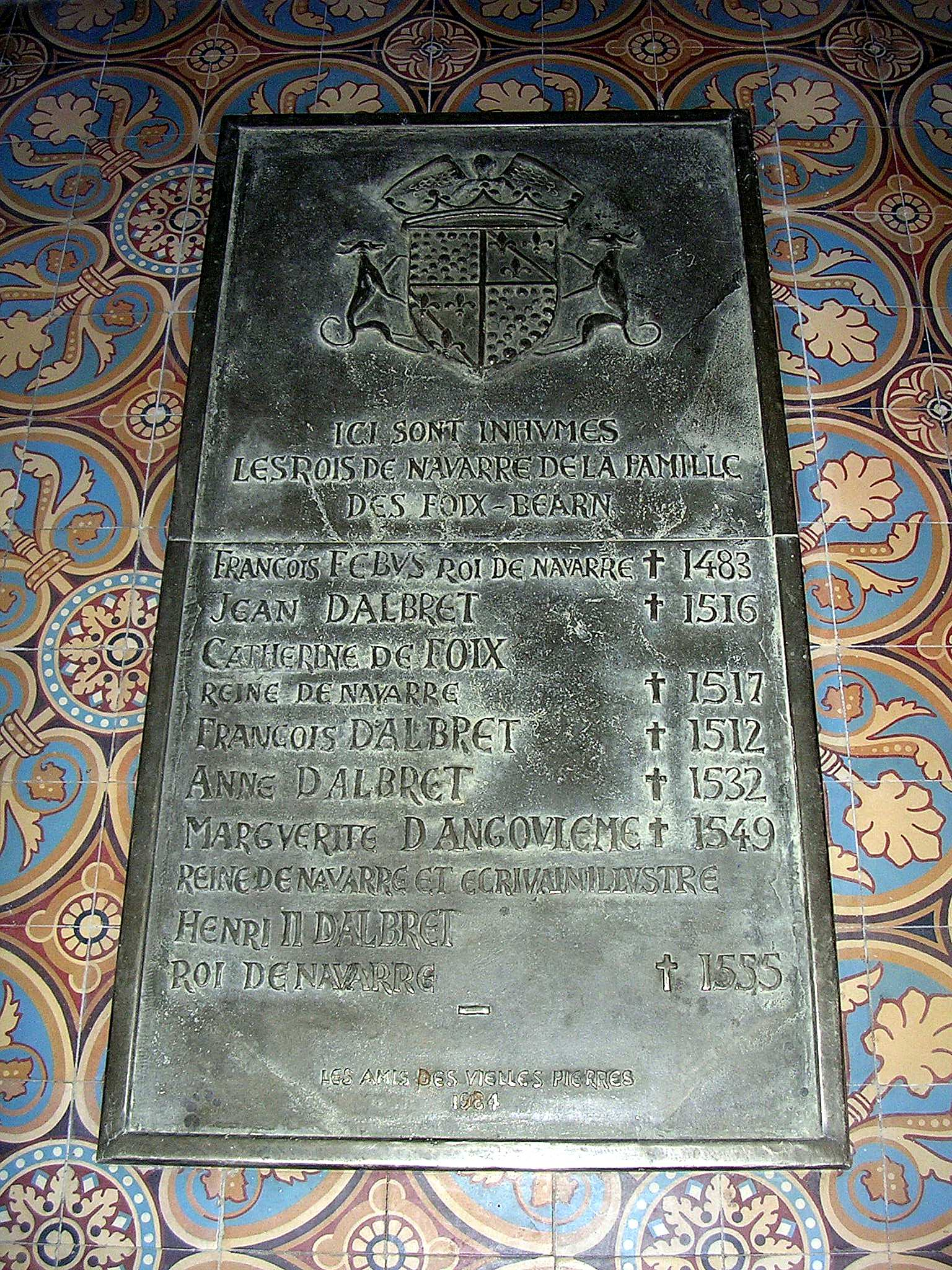
Tombe dei re di Navarra
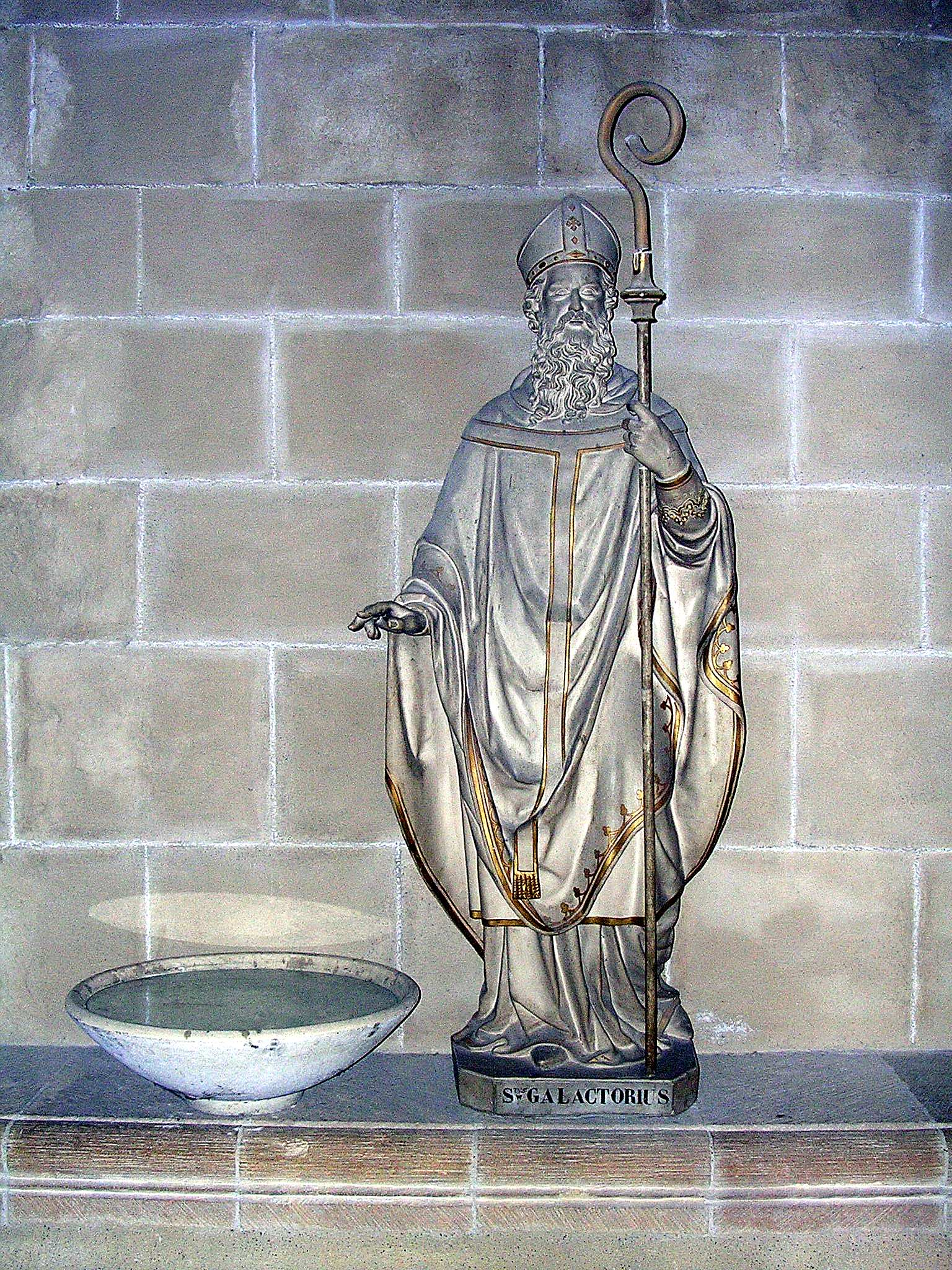
Statua di san Galattorio
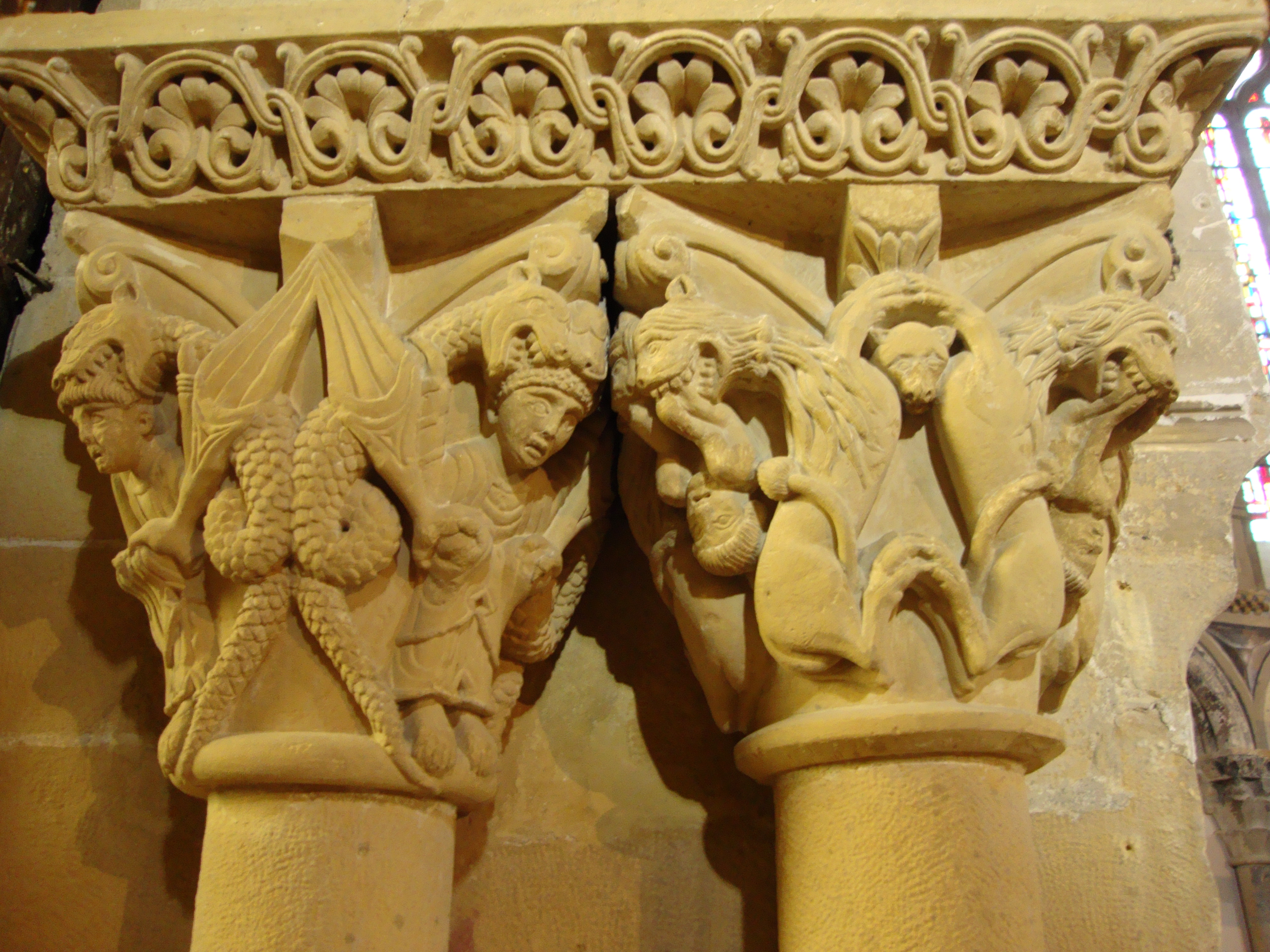
Capitello doppio
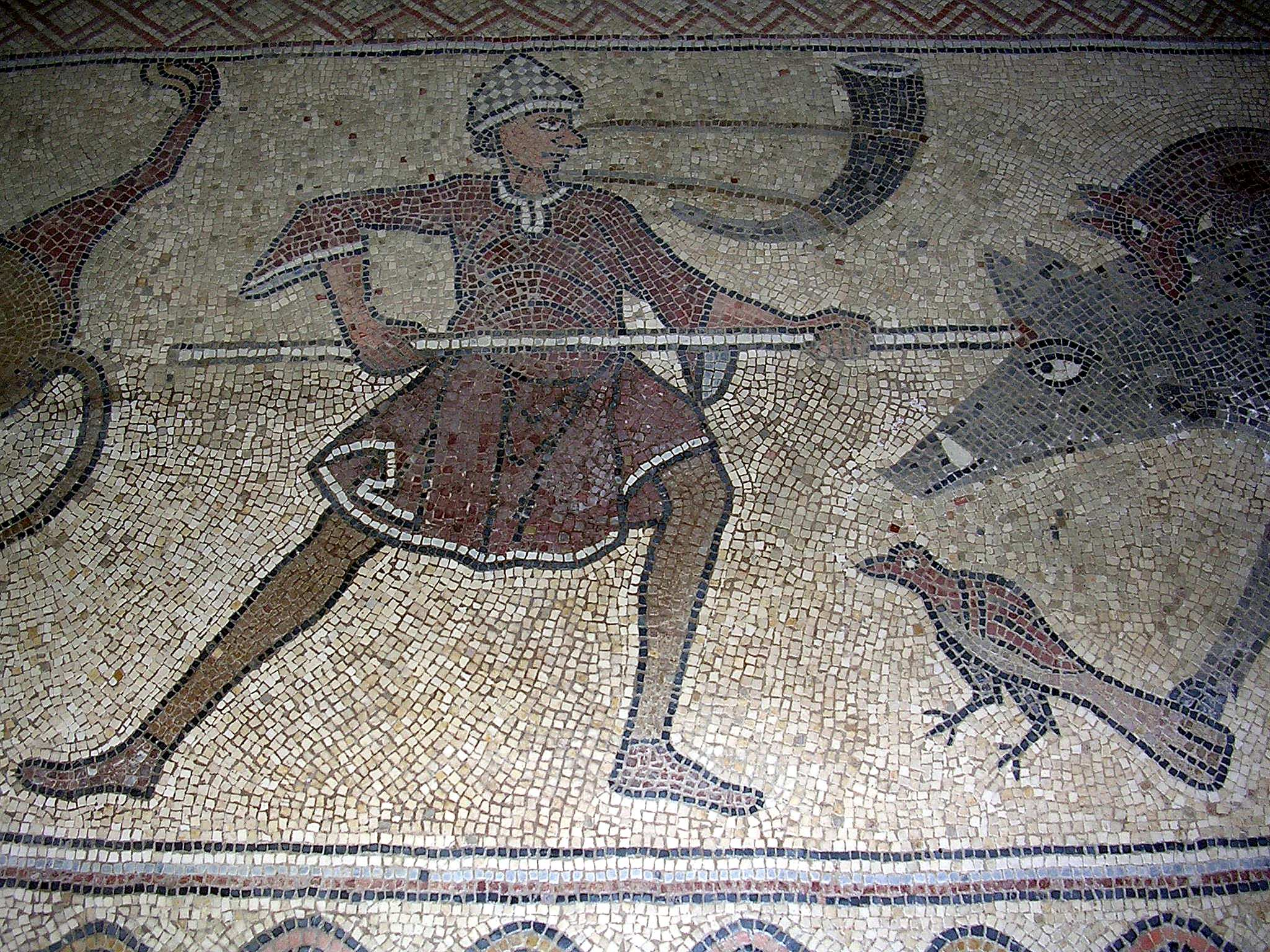
Mosaico del XII secolo